# روبرت دوكوي
روبرت دوكوي (بالإنجليزية: Robert DoQui)‏ مواليد 20 أبريل 1934 في ستيلووتر، الولايات المتحدة - الوفاة 9 فبراير 2008 في لوس أنجلوس، الولايات المتحدة، هو ممثل أمريكي بدأ مسيرته الفنية سنة 1964. امتدت مسيرته الفنية لأكثر من 43 عاما.

## الأعمال
- كعكة الحظ
- ناشفيل
- بوفانو بيل والهنود
- روبوكوب
- روبوكوب 2
- روبوكوب 3

## روابط خارجية
- روبرت دوكوي على موقع IMDb (الإنجليزية)
- روبرت دوكوي على موقع ألو سيني (الفرنسية)
- روبرت دوكوي على موقع أول موفي (الإنجليزية)
- روبرت دوكوي على موقع قاعدة بيانات الأفلام السويدية (السويدية)
- روبرت دوكوي على موقع إن إن دي بي (الإنجليزية)
- روبرت دوكوي على موقع قاعدة بيانات الفيلم (الإنجليزية)
- روبرت دوكوي على موقع كينوبويسك (الروسية)